# Эйнар Бенедиктссон
Э́йнар Бе́недиктссон (исл.  Einar Benediktsson; 31 октября 1864, Эдлидаватн — 21 января 1940, Хердисарвик) — исландский поэт и журналист, который по образованию был юристом и долгое время работал окружным судьёй. Литературную деятельность начал в конце 90-х XIX века. В сборниках стихов «Волны» (1913) и «Моря» (1921) поэт воспевал технический прогресс.

## Биография
Стихи Бенедиктссона проникнуты настроениями пантеизма (сборник «Рощи», 1930). Перевёл на исландский язык произведение Генрика Ибсена «Пер Гюнт».
Был одним из самых активных борцов за независимость Исландии. Долгое время жил в Рейкьявике в доме Хёвди, в котором в 1986 году встретились Рональд Рейган и Михаил Горбачёв. Был похоронен в Тингветлире — в месте, где начиная с 930 года регулярно собирался древнейший из ныне существующих парламентов мира — Альтинг.

## Работы
- 1897: Sögur og kvæði (Рассказы и поэмы)
- 1901: Pétur Gautur, перевод Peer Gynt Генрика Ибсена.
- 1906: Hafblik, поэмы
- 1913: Hrannir, поэмы
- 1921: Vogar, поэмы
- 1930: Hvammar, поэмы